# Station Hanestad
Station Hanestad is een station in  Hanestad in de gemeente Rendalen in fylke Innlandet  in  Noorwegen. Het station, gelegen op bijna 400 meter hoogte, werd geopend in 1877. Hanedal ligt aan  Rørosbanen. 